# أيزو 3166-2:AD
أيزو 31166-2:AD هو الجزء المخصص لأندورا في أيزو 3166-2، وهو جزء من معيار أيزو 3166 الذي نشرته المنظمة الدولية للتوحيد القياسي (أيزو)، والذي يُعرف رموز لأسماء التقسيمات الرئيسية (مثل الأقاليم، الجهات، المقاطعات أو الولايات) من جميع البلدان في ترميز أيزو 3166-1.
يتكون كل رمز من جزئين مفصولين بواصلة. الجزء الأول هو AD، وهو رمز وأيزو 3166-1 حرفي 2 للبلد. أما الجزء الثاني فهو عبارة عن حرفين.

## الرموز الحالية
| الرمز | اسم التقسيم         |
| ----- | ------------------- |
| AD-07 | أندورا لا فيلا      |
| AD-02 | كانيلو              |
| AD-03 | انكامب              |
| AD-08 | اسكاديس انجوردني    |
| AD-04 | لامسانا             |
| AD-05 | أوردينو             |
| AD-06 | سانت جوليا دي لوريا |